# Служба розвідки Румунії
Служба розвідки Румунії (рум. Serviciul Român de Informații, SRI) — спецслужба Румунії, внутрішня розвідка, роль якої полягає в зборі інформації, котра має відношення до національної безпеки, передає відповідним установам: уряд, президент та правоохоронні міністерства й відомства. Служба збору розвідданих за допомогою радіоелектронної розвідки (SIGINT), розвідки з відкритим вихідним кодом (OSINT) і агентурної розвідки (HUMINT).

## Історія
У 1865 р. натхненний французькою системою начальник штабу Румунії створив «2-гу секцію» (італ. Sectia II) збирати та аналізувати інформацію військової розвідки.
До 1925 р. після декількох років зусиль Михаїлові Морузову вдалося переконати начальника штабу про необхідність використовування цивільних службовців у секретній службі зі збору розвідувальної інформації для військових.
У 1940 р. була заснована спеціальна служба розвідки (рум. Serviciul Special de Informatii) на чолі з Євгеном Крістеску.
У комуністичний період вказана служба була використана як репресивний інструмент проти антикомуністів та інших соціальних категорій. Секурітате (від «англ. Security» — Безпека) було політичною поліцією, яку залучували до актів придушення громадян носії інакомислення, опонентів незгідних з КПРС. У 1989 р. з Румунською революцією, після приходу до влади Іона Ілієску був підписаний указ, що інтегрував «Секурітате» в Міністерство оборони Румунії для підконтрольності останньому.
Голова даної служби Юліан Влад разом з деякими його заступниками були арештовані 31 грудня 1989 р.; Йон Ілієску назвав Войкулеску Ґелу Войкана як нового голову «Секурітате». Войкулеску Ґ. запевнив, що він не має наміру вести війну проти окремих офіцерів «Секурітате», і до середини січня 1990 р. офіцери Секурітате продовжували свою діяльність у старій штаб-квартирі.
Служба розвідки Румунії була офіційно створена 26 березня 1990 р. перебравши під себе у власність будівлі, обладнання та персонал — практично все, що належало тоді репресивному «Секурітате». Його створення відбувалося тільки через кілька днів після міжетнічних зіткнень Тиргу-Муреш, будучи швидко створюється за допомогою указу, його першим директором є Вергілій Măgureanu.

## Відомі операції
У березні 2005 р. троє румунських журналістів були викрадені в Іраку невідомими особами (пізніше визнані як члени угруповування Муаз ібн Джабаль) в районі аль-Мансур міста Багдаду. Через кілька тижнів після викрадення терористи транслювали відеострічку на ТБ «Аль-Джазіра» з тим, що вони вб'ють журналістів, якщо Румунія не виведе своїх 860 військовослужбовців із Іраку. Завдяки зусиллям розвідувальному співтовариству Румунії і співробітництву між декількома спецслужбами журналісти були звільнені 23 травня 2005 р., і вони були поміщені на території румунського посольства у м. Багдаді. Вважається, що Флоріан Колдеа (заступник директора даної Служби розвідки Румунії) координував цю рятувальну операцію.
28 лютого 2008 р. румунські офіцери контррозвідки заарештували болгарського військового аташе Петара Марінова Зікулова і румунського шпигуна Флорісель Ахіма унтер-офіцера Міністерства національної оборони Румунії. Вони були притягнуті до відповідальності за звинуваченням у шпигунстві. Вважається, що в 2009 р. витік інформації міг бути зроблений на користь України (карти військових частин Румунії Україна передала в США). З 2005 р. румунська контррозвідка слідкувала за Флорізелем Ахімом, щоб виявити всю українського шпигунську мережу в Румунії. Болгари заперечують будь-який зв'язок даного звинувачення із Зікуловим П. М.. Це був один з небагатьох шпигунських випадків, які привернули увагу засобів масової інформації. 2 березня 2009 р., український військовий аташе в Бухаресті Сергій Ільницький та його заступник Анатолій Яценюк були видворені (у відповідь в Україні видворені були двоє румунських дипломатів). 18 червня 2010 р. були офіційно юридично засуджені до 12-и років ув'язнення Флорізель Ахім «за зраду Батьківщини» і до 6 місяців ув'язнення Зіколов П. М. «за шпигунство».

## Керівники
| Керівники Служби розвідки Румунії |                       |          |
| Період                            | Особа                 | Примітки |
| 1996 р.                           | Вірґіл Маґуряну       |          |
| до 2006 року                      | Каталін Гарнаґеа      |          |
| 2014 р.                           | Ґеорґе Крістіан Майор |          |

## Структура
Служба розвідки Румунії є воєнізованою організацією хоча не є частиною Збройних Сил Румунії. Але в ієрархії цієї спецслужби присутні військові звання. Високе звання офіцера є генерал (з чотирма зірками).
Цивільний персонал складається в основному з бухгалтерів, IT та юридичних фахівців. Газета «Adevărul» вдалося знайти у 2006 р. число 12000 агентів, що підтвердив колишній директор Служба розвідки Румунії (СРР) Каталін Гарнаґеа. За словами Пачепи Іони Міхая, ця цифра румунських агентів є у два рази більша аналогічно спецслужбі Франції (хоча Франція має більше населення ніж у Румунії) і більше ніж має спецслужба Німеччини, Пачепа І. М. відзначив незвичайний розмір спецслужби Румунії, стверджував, що поліцейська держава Ніколае Чаушеску була повністю просякнута офіцерами спецслужби. В інтерв'ю для «Jurnalul Național», Ґеорґе Крістіан Майор заперечував заяви Гарнаґеа К., сказавши, що чисельність Служба розвідки Румунії — 3000 оперативних працівників; а середня зарплата в службі 2500 леїв (560 євро) на місяць, що вище за середній прибуток звичайних громадян Румунії.
Рекрутинг співробітників зазначеної служби вимагає, щоби людина виконала кілька умов:
- мати румунське громадянство,
- відповідати віковим критеріям,
- не мати судимостей і
- не мати жодних серйозних захворювань.

Процесі набору на службу складається з перевірки анкетних даних, медичних оглядів, перевірки здібностей, особистісних тестів, фізичних випробувань у фітнес-центрі і іспити на папері (наприклад, тест загальноосвітніх знань). Головний заклад для вступу на службу румунської розвідки це академія в Бухаресті (рум. Academia Naţională de Informaţii „Mihai Viteazul”).

## Відносини з пресою
У Служби розвідки Румунії були і є непрості відносини з пресою, яку вони контролюють, обвинувачували у невідповідальності щодо національної безпеки за виток будь-якої інформації про спецслужби Румунії. У 2010 р. румунська преса була включена у список вразливостей — «Національна стратегія щодо захисту країни».
Суперечка сталася в 1996 р., коли за Тана Арделеану (журналіст «Ziua» видавший кілька статей про президента Іону Ілієску) було стеження агентів Служба розвідки Румунії (СРР). Серед гніву преси опинився директор Служби розвідки Румунії Вірґіл Маґуряну, котрий зізнався, що агенти СРР слідкували за Арделяну, буцімто спостереження було «помилкою», і що агенти думали, що вони стежили за двома підозрюваними у шпигунстві.
Агенти СРР тиснуть на пресу, що відомо стало також в 2006 р., коли співробітник пресслужби СРР заявив, що СРР завжди була болотною плямою в румунській пресі і СРР мала в ЗМІ своїх «кротів», що «преса має дбати за національну безпеку», стверджуючи, що «законним є діяльність СРР». Сперечався журналіст Попеску Крістіан Тудор, що «журналісти не загроза національній безпеці» Румунії, а за даними історика Маріуса Опрі, ця ситуація призводить до підозр про те, чи не опустилася СРР до діяльності політичної поліції «Секурітате».
Газета «Jurnalul Național» звільнила головного редактора Валентина Защевича в серпні 2012 року, звинувативши його у проникненні агентів СРР в журналістику, після витоку деяких документів СРР через «Cotidianul». Служба розвідки Румунії визнала, що документи були дійсно справжніми, стверджували, що їх агенти чинили тільки моніторинг витоку секретних документів в пресу.
У 2013 р. директор СРР Ґеорґе Майор звинуватив пресу в організації кампанії атаки проти Служби розвідки Румунії, навівши як приклад розслідування незаконних ув'язнень ЦРУ в Бухаресті («Яскраве світло»), на що Румунія нападає, за його твердженнями.